# Røgelse
Røgelse stammer fra en duftende harpiks, som man udvinder af træet Boswellia serrata, Boswellia thurifera eller B. sacra.
Røgelse (hvis navn kommer af, at man afbrændte harpiksen for at få duften frem) kendtes også tidligere som olibanum, der er afledt af det arabiske ord al-lubán (= "mælken"), der henviser til den mælkehvide saft, som tappes fra røgelsestræet. I ældre tid kaldtes den også virak på dansk, et nedertysk ord opstået som en sammentrækning af ordene wî-rôk, "vie-røg". (højtysk Weihrauch). Ordet virak bruges stadig i overført betydning om "højtidelighed, ceremoni" eller evt. i nyere tid om "opstandelse, postyr, ståhej". En særlig fornem form for røgelse er kongerøgelse, der er sammensat af mange forskellige ingredienser. Ordet anvendes også om overdreven hyldest af fornemme personer.
Røgelse blev brugt i store mængder ved de religiøse ritualer. Ifølge Matthæusevangeliet, 2:11, var guld, røgelse og myrra de gaver, som Jesus fik af "østens vise mænd", De hellige tre Konger. Kristendommens vækst svækkede markedet for røgelse i løbet af det 4. århundrede, og ørkendannelse gjorde karavaneruterne gennem den arabiske halvø mere besværlige, samtidigt med at stadigt mere hyppige overfald fra de nomadiske parthere i Mellemøsten medvirkede til, at røgelseshandlen døde hen efter år 300.
Det blev sagt om den romerske kejser Nero, at han afbrændte en mængde røgelse, der kunne have dækket byen Roms forbrug i et helt år, da man begravede hans kone, Poppaea.
Den glemte by, Ubar, der af og til bliver betragtet som identisk med Irem, og som findes i det nuværende Oman, anses for at have været et centrum for handlen med røgelse langs den nyligt genfundne "røgelsesvej". Ubar blev fundet i de tidlige 1990'ere, og man er i gang med de arkæologiske udgravninger.

## Røgelse blandtoprindelige amerikanere

### Prærieindianere i Nordamerika, 1800-tallet
Mange præriefolk brugte røgelser af især forskellige plantedele ved flere lejligheder. Skikken er nævnt i visse myter.:160 
Ved at lade en sødtlugtende røgelse stige til vejrs under en ceremoni vandt indianerne de overjordiske magters interesse for deres højtidelige handlinger og sikrede sig deres nærvær.:16  Samtidig fortrængte røgelsen lugten af mennesker, som nogle overjordiske magter ikke brød sig om.:56  Endelig drev røgelsen onde kræfter bort, for disse fulgte stanken af urene ting.:16 

### Hvornår og til hvad?
Det var gerne nødvendigt at brænde røgelse under store stamme-ceremonier, som f.eks. når kvinderne i mandan stammens White Buffalo Cow selskab rensede deres bisonkapper i røgen op til en ceremoni.:326  Medicinmænd brændte røgelse før brugen af et bisonstyrt,:84  og røgelse blev anvendt i mindre ceremonier til særlige anledninger som ved en lakota piges første menstruation.:248  Flere visionssøgere rensede sig til start i en røgelse,:56  og navngivningen af et barn foregik i en tipi med duft af brændt røgelse i luften.:43 
Som følge af skik og brug rensede crow kvinder sig i en røgelse efter endt menstruation,:91 , og en tipi måtte renses i røgelse efter en fødsel i den.:37 
De fleste individuelle ritualer krævede også brug af røgelse. Det kunne være under en doktors forsøg på at helbrede folk,:110  eller når en forsmået person ville gøre sin udkårne forelsket i sig ved at ty til magi.:127  Før kamp kunne en kriger holde løbet på sit ildvåben ind i røgen af et brændt røgelsespulver.:61 
Religiøse objekter fra hellige bundter måtte gerne renses i en røgelse før brug, inklusive f.eks. rød farve,:102  musik-instrumenter, vifter af fjer:403  samt skind brugt til tøj båret under ceremonien.:304  En undtagelse var skidi pawneerne, hvor de hellige objekter først blev renset, når de skulle pakkes ned i bundtet igen efter endt ceremoni.:56  Personlige skjolde, nogle fjerprydelser og også andre genstande kunne kun håndteres på forsvarlig vis af ejermanden, efter at de havde været holdt ind i en røgelse.:16  Endvidere kunne det være påkrævet, at ceremonimesteren og alle de øvrige deltagere rensede sig i røgelsen på et tidspunkt.:16 
Da anvendelse af røgelse var en så vigtig del af en ceremoni, indeholdt et helligt bundt gerne flettet festgræs eller en anden røgelse til brug under ceremonien tilknyttet det.:55 

### Forskellige røgelser
Tobak blev fra meget tidlig tid opfattet som en plante skabt til at lave røgelse af og ære universets styrende magter med.:64  Flere sorter bynke (amk.: Sage; latin: Artemisia) var bredt brugt til røgelse på prærien,:135  og det samme var festgræs (eng.: Sweet grass).:66 
Skide pawneerne skabte ofte en røgelse til Tirawahuts velbehag under stamme-ceremonier ved at blande hjertefedtet fra en helliggjort bison med festgræs.:16  Festgræs blev også brugt under helliggørelsen af pigen ofret under Morning Star-ceremonien, hvor hun på et tidspunkt måtte lade sin nøgne krop omslutte helt af røgelsen.:9  Ved gennemførelsen af crowernes soldans kom enebær-blade i brug som røgelse:322  og også under kiowaernes.:50  Ved siden af festgræs indgik en røgelse af en bestemt svamp i blackfoot folkets soldans.:245  Under jagt-ceremonier anvendte lakotaer som noget specielt en røgelse af tørrede bisonkager.:77 
Den individuelle røgelse at anvende til personlige riter var ofte blevet afsløret for den pågældende i et syn under en vellykket visionssøgning. En mand i crow stammen fik besked på at rense både sin krop og en magisk kappe til at tiltrække kvinder med i en røgelse af kristtorn.:125  Andre plantedele brugt som røgelses-pulver af oprindelige folk var bl.a. gult mos,:131  fyrrenåle:25  samt roden af en slags vild gulerod.:63  Cheyennen Roman Nose foretog en renselse af etuiet med sin fjerprydelse i over en røgelse skabt af en speciel rod.:307 

### Formel håndtering af røgelse
Den udbredte og forholdsvis hyppige brug af røgelse påvirkede flere prærieindianeres indretning af både deres hjem og af stammens ceremonihytter, og strenge, formelle regler var sat op for personen med ansvaret for at skabe røgelsen.
Inde i en typisk blackfoot tipi var en ryddet plads tæt ved bålet helliget til at brænde røgelse på.:122  En jordhytte havde ofte et særlig sted, tit en lille fordybning i gulvet,:305  til at brænde røgelse i,:16  og det samme havde f.eks. sarsiernes soldanshytte.:55  Kiowaerne byggede to små jordbunker med en lille fordybning i midten af hver og brugte dem som en slags røgelseskar tæt ved alteret i deres soldanshytte.:50 
Gløderne brugt til at drysse røgelsespulveret på måtte alt efter de givne instrukser være fra et bål lavet af f.eks. poppeltræ,:76  ahorn, elm:173  eller tørrede bisonkager.:305 
En skidi pawnee ceremonimester eller hans hjælper dryssede højtideligt plantedelene på gløderne taget fra hyttens bålplads efter først at have foregivet at gøre handlingen tre gange og så virkelig udføre den. Hver hellig genstand blev holdt ind i røgelsen fire gange. Med den frie hånd fangede ceremonimesteren derpå lidt røgelse og førte den over genstanden holdt i den modsatte hånd. Bagefter tog han genstanden over i den anden hånd og gentog bevægelsen. Med den sidste genstand renset førte han røgelse over sig selv.:16 
I arapahoernes soldans udførte den ansvarlige ofte fire fingerede bevægelser af et helligt objekt hen mod røgelsen, før han endelig holdt objektet ind i den.:76 